# Andrew Tate
Emory Andrew Tate III, conegut simplement com a Andrew Tate  (pronunciació en : /ˈæn.dɹuː teɪt/) (Walter Reed Army Medical Center, 1 de desembre de 1986), és una personalitat britànica de les xarxes socials, home de negocis i antic kickboxer professional. Després de la seva carrera de kickboxing, va començar a oferir cursos a través del seu lloc web i més tard va arribar a la fama com a celebritat d'Internet. Els seus comentaris misògins ha donat lloc a la seva suspensió de diverses plataformes de xarxes socials.
El 29 de desembre de 2022, Tate i el seu germà, Tristan, van ser arrestats a Romania juntament amb altres dos sospitosos. Se'ls acusa de tràfic de persones i de formar un grup de crim organitzat. Estaran retinguts per la policia fins almenys el 29 de gener de 2023.

## Primers anys de vida
Emory Andrew Tate III va néixer l'1 de desembre de 1986, a Washington, DC. És mestís. El seu pare, Emory Tate, va ser un mestre internacional d'escacs. La seva mare treballava com a ajudant de càtering. Té un germà, Tristan. Es va criar a Chicago, Illinois i Goshen, Indiana. Després que els seus pares es divorciessin, la seva mare, el seu germà i ell es van traslladar a Anglaterra, on es va criar com a cristià a la ciutat natal de la seva mare, Luton. Va aprendre a jugar als escacs als cinc anys i de petit va competir en tornejos d'adults.

## Mitjans de comunicació

#### Big Brotheri empreses en línia
El 2016, mentre era convidat al reality show britànic Big Brother, Tate va ser sotmès a escrutini pels seus comentaris homòfobs i racistes a Twitter. Un vídeo que aparentment el mostrava colpejant una dona amb un cinturó va provocar que el retiressin del programa després de només sis dies. Tate i la dona van dir que eren amics i que les accions del vídeo eren consensuades.
El lloc web de Tate ofereix cursos sobre l'acumulació de riquesa i les "interaccions home-dona". Segons el lloc web, també va operar un lloc web de càmera web utilitzant les seves núvies com a empleades. Tate i el seu germà Tristan van començar el negoci de les càmeres web, emprant fins a 75 models per vendre "falses històries de sanglots" als homes que trucaven, afirmant haver guanyat milions de dòlars fent-ho. Més tard va admetre que el model de negoci era una "estafa total".
Tate opera Hustler's University, una plataforma on els membres paguen una quota mensual per rebre instruccions sobre temes com ara el dropshipping i el comerç de criptomonedes. El lloc web utilitzava un programa de màrqueting d'afiliats, on els membres rebien una comissió per reclutar altres a la plataforma. Tate va esdevenir molt destacat durant el 2022 en animar els membres de la Hustler's University a publicar grans quantitats de vídeos d'ell a les plataformes de xarxes socials per tal de maximitzar el compromís. L'agost de 2022, el seu lloc web havia acumulat més de 100.000 subscriptors. Aquell mateix mes, l'empresa irlandesa-americana de serveis financers Stripe es va retirar del processament de les subscripcions a la plataforma i la Universitat de Hustler va tancar el seu programa de màrqueting d'afiliació. Paul Harrigan, professor de màrqueting a la Universitat d'Austràlia Occidental, va declarar que el programa d'afiliats constituïa un esquema de piràmide de xarxes socials.

#### Presència a les xarxes socials
Tate va rebre atenció pels seus tuits que descriuen la seva visió del que es qualifica d'assetjament sexual enmig dels casos d'abús sexual de Harvey Weinstein i per tuitejar diverses declaracions sobre la seva opinió que les víctimes d'agressions sexuals comparteixen la responsabilitat de les seves agressions. El 2017, va ser criticat per tuitejar que la depressió "no és real".
Tate inicialment es va fer conegut entre els cercles d'extrema dreta en línia a través de les seves aparicions a InfoWars i de coneguts amb figures d'extrema dreta com Mike Cernovich, Jack Posobiec i Paul Joseph Watson. Es va fer molt conegut a mitjans de 2022 i va ser cercat a Google més vegades que Donald Trump i COVID-19 aquell juliol. S'ha qualificat de "absolutament masclista" i "absolutament misògin". Ha afirmat que les dones "pertanyen a la llar", que "no poden conduir" i que se'ls "entreguen a l'home i pertanyen a l'home", a més d'afirmar que els homes prefereixen sortir amb joves de 18 i 19 anys perquè és probable que hagin tingut relacions sexuals amb menys homes.
La Campanya del Llaç Blanc, una organització sense ànim de lucre que s'oposa a la violència entre homes i dones, ha qualificat el comentari de Tate d'"extremadament misògin" i els seus possibles efectes a llarg termini sobre el seu públic masculí jove "preocupant". Hope not Hate, un grup de defensa contra l'extremisme, ha comentat que la presència de Tate a les xarxes socials podria representar un "camí perillós cap a l'extrema dreta" per al seu públic. En resposta a les crítiques, Tate va afirmar que el seu contingut inclou "molts vídeos lloant les dones" i que pretén principalment ensenyar al seu públic a evitar "les persones tòxiques i de baix valor en conjunt". A més, va afirmar que interpreta un "personatge còmic" i va afirmar que la gent creia "narracions absolutament falses" sobre ell.
El novembre de 2022, després de l'adquisició de Twitter per part d'Elon Musk, el compte de Twitter de Tate es va desbloquejar. El desembre de 2022, Tate es va dirigir a l'ecologista Greta Thunberg en un tuit enaltint els seus automòbils que emeten carboni i li va demanar la seva adreça de correu electrònic per donar-li més informació. Thunberg va respondre amb l'adreça electrònica falsa "smalldickenergy@getalife.com". L'intercanvi va rebre una atenció substancial a Twitter, amb la rèplica de Thunberg convertint-se en una de les piulades més agradades de la història el 30 de desembre.

#### Prohibicions de xarxes socials
Tres dels comptes de Twitter de Tate s'han suspès en diferents moments. El 2021, un compte que va crear per eludir la seva prohibició anterior va ser verificat per Twitter, en contra de les seves polítiques. Posteriorment, el compte es va prohibir permanentment i Twitter va dir que la verificació es va produir per error. L'agost de 2022, després d'una campanya en línia per desplataformar -lo, Tate va ser prohibit permanentment de Facebook i Instagram, perdent 4,7. milions de seguidors d'aquest últim. L'empresa matriu Meta va afirmar que havia infringit la seva política sobre "organitzacions i individus perillosos". TikTok, on s'han vist més de 13 vídeos amb el nom de Tate com a hashtag mil milions de vegades, també va eliminar el seu compte després de determinar que infringia les seves polítiques sobre "contingut que ataca, amenaça, incita a la violència o deshumanitza d'una altra manera un individu o un grup". Poc després, YouTube també va suspendre el seu canal invocant diverses infraccions, com ara el discurs de l'odi i la desinformació sobre COVID-19, i més tard va suprimir el seu propi canal de Twitch.
Tate va respondre a les prohibicions dient que, tot i que la majoria dels seus comentaris es van treure de context, es fa responsable de com es van rebre. La personalitat dels mitjans de comunicació Jake Paul va denunciar el sexisme de Tate, però va criticar les prohibicions com a censura. El contingut de Tate va continuar circulant a Facebook, Instagram i TikTok després de les prohibicions a través dels comptes de fan. Després de les prohibicions, Tate es va traslladar a les plataformes d'alt-tech Gettr i Rumble fent que aquesta última es converteixi breument en l'aplicació més baixada de l'App Store.

## Carrera

### Kickboxing
Tate va començar a practicar la boxa i altres arts marcials el 2005, i va treballar a la indústria de la publicitat televisiva per mantenir-se. El novembre de 2008, l' Associació Internacional de Kickboxing Esportiu (ISKA) el va classificar com el setè millor kickboxer de pes lleuger de la Gran Bretanya. El 2009, va es va coronar campió quan va guanyar el campionat britànic ISKA Full Contact Cruiserweight a Derby, i va ocupar el primer lloc de la seva divisió a Europa.
El 2011, Tate va guanyar el seu primer títol mundial ISKA en una revenja contra Jean-Luc Benoit per knockout, després d'haver perdut anteriorment contra Benoit per decisió arbitral. El 2012, Tate va perdre el torneig Enfusion davant Franci Grajš. Abans de la seva pèrdua, va ocupar el lloc de segon millor kickboxer de pes lleuger del món. El 2013, Tate va guanyar el seu segon títol mundial ISKA en un combat de 12 rondes contra Vincent Petitjean, convertint-lo en campió del món en dues divisions de pes. Des de llavors està retirat dels esports de combat.

### Rècord en kickboxing
| Rècord en kickboxing                                    | Rècord en kickboxing | Rècord en kickboxing | Rècord en kickboxing                               | Rècord en kickboxing    | Rècord en kickboxing     | Rècord en kickboxing | Rècord en kickboxing |
| ------------------------------------------------------- | -------------------- | -------------------- | -------------------------------------------------- | ----------------------- | ------------------------ | -------------------- | -------------------- |
| 76 victòries, 9 derrotes                                |                      |                      |                                                    |                         |                          |                      |                      |
| Data                                                    | Resultat             | Oponent              | Event                                              | Localització            | Métode                   | Ronda                | Tiemps               |
| 2020-12-16                                              | Victoria             | Cosmin Lingurar      | KO Masters 8                                       | Bucarest, Romania       | TKO                      | 2                    | 2:02                 |
| 2020-11-16                                              | Victoria             | Iulian Strugariu     | RXF One Night 3 Show                               | Bucarest, Romania       | TKO                      | 1                    | 0:49                 |
| 2020-02-10                                              | Victoria             | Miralem Ahmeti       | KO Masters 7                                       | Bucarest, Romania       | KO                       | 1                    |                      |
| 2016-12-03                                              | Derrota              | Ibrahim El Boustati  | Enfusion Live 44                                   | La Haya, Països Baixos  | TKO                      | 1                    |                      |
| Pel títol de Pes Semipesat d'Enfusion Live.             |                      |                      |                                                    |                         |                          |                      |                      |
| 2015-03-14                                              | Victoria             | Jean-Luc Benoît      | Boxe in Défi 16                                    | Muret, França           | Decisió                  | 7                    | 2:00                 |
| 2015-01-01                                              | Victoria             | Liang Ling           | K1 - Xina vs USA                                   | Changsha, Xina          | Decisió                  | 3                    | 3:00                 |
| 2014-06-29                                              | Victoria             | Wendell Roche        | Enfusion Live 19                                   | Londres, Anglaterra     | TKO                      | 2                    |                      |
| Enfusion Live World Light Heavyweight                   |                      |                      |                                                    |                         |                          |                      |                      |
| 2014-04-26                                              | Derrota              | Miroslav Cingel      | Enfusion Live 17, Semi-final                       | Žilina, Eslovàquia      | Decisió                  | 3                    | 3:00                 |
| 2014-03-15                                              | Victoria             | Cyril Vetter         | Power Trophy 2014                                  | Châteaurenard, France   | KO                       | 1 (12)               |                      |
| ISKA World Full-Contact Light Cruiserweight             |                      |                      |                                                    |                         |                          |                      |                      |
| 2013-12-01                                              | Victoria             | Laszlo Szabo         | Enfusion Live 11                                   | Londres, Anglaterra     | Decisió (unànime)        | 3                    | 3:00                 |
| 2013-06-29                                              | Victoria             | Marlon Hunt          | Enfusion Live 6                                    | Londres, Anglaterra     | Decisió (unànime)        | 3                    | 3:00                 |
| 2013-03-30                                              | Victoria             | Marino Schouten      | Enfusion Live 3                                    | Londres, Anglaterra     | Decisió (unànime)        | 3                    | 3:00                 |
| 2013-03-09                                              | Victoria             | Vincent Petitjean    | Power Trophy 2013                                  | Châteaurenard, França   | Decisión                 | 12                   | 2:00                 |
| ISKA World Full-Contact Light Cruiserweight             |                      |                      |                                                    |                         |                          |                      |                      |
| 2013-02-02                                              | Victoria             | David Radeff         | Enfusion Live 1                                    | Zwevegem, Bèlgica       | Decisió (unànime)        | 3                    | 3:00                 |
| 2012-12-02                                              | Derrota              | Franci Grajš         | Enfusion 3: Trial of the Gladiators                | Liubliana, Eslovènia    | KO (rodilla)             | 1                    |                      |
| Enfusion 3 Tournament Championship                      |                      |                      |                                                    |                         |                          |                      |                      |
| 2012-12-02                                              | Victoria             | Ritchie Hocking      | Enfusion 3: Trial of the Gladiators, Semi Finals   | Liubliana, Eslovènia    | KO                       | 1                    |                      |
| 2012-05-12                                              | Derrota              | Sahak Parparyan      | It's Showtime 56                                   | Cortrique, Bèlgica      | Decisió (unànime)        | 5                    | 3:00                 |
| It's Showtime 85MAX World Title                         |                      |                      |                                                    |                         |                          |                      |                      |
| 2012-03-31                                              | Victoria             | Joe McGovan          | The Main Event                                     | Manchester, Anglaterra  | KO (Tres derribos)       | 1                    | 1:23                 |
| 2011-11-12                                              | Derrota              | Vincent Petitjean    | La 18ème Nuit des Champions                        | Marsella, França        | Decisió (unànime)        | 8                    | 2:00                 |
| NDC Full-Contact                                        |                      |                      |                                                    |                         |                          |                      |                      |
| 2011-08-17                                              | Victoria             | Adnan Omeragić       | Enfusion 3: Trial of the Gladiators, Quarter Final | Ohrid, Macedònia        | TKO (traumatisme ocular) |                      |                      |
| 2011-08-12                                              | Victoria             | Sammy Masa           | Enfusion 3: Trial of the Gladiators, First round   | Ohrid, Macedònia        | KO                       | 2                    |                      |
| 2011-06-05                                              | Victoria             | Jean-Luc Benoît      | Pure Force 9                                       | Luton, Anglaterra       | KO                       | 8 (12)               | 2:00                 |
| ISKA World Full-Contact Light Heavyweight               |                      |                      |                                                    |                         |                          |                      |                      |
| 2011-03-19                                              | Derrota              | Jean-Luc Benoît      | Boxe in Défi 12                                    | Muret, França           | Decisió                  | 12                   | 2:00                 |
| ISKA World Full-Contact Light Heavyweight               |                      |                      |                                                    |                         |                          |                      |                      |
| 2010-10-16                                              | Victoria             | Jamie Bates          | History in the Making 4                            | Nottingham, Anglaterra  | KO                       | 8                    |                      |
| 2009-09-26                                              | Victoria             | Daniel Hughes        | IKF Kickboxing                                     | Bristol, Anglaterra     | KO                       | 1 (10)               |                      |
| IKF British Cruiserweight Title                         |                      |                      |                                                    |                         |                          |                      |                      |
| 2009-04-25                                              | Victoria             | Paul Randle          | Championship Kickboxing                            | Derby, Anglaterra       | KO                       | 5                    | 2:00                 |
| ISKA English Full-Contact Cruiserweight                 |                      |                      |                                                    |                         |                          |                      |                      |
| 2008-09-14                                              | Victoria             | Mo Kargbo            | Absolute Adrenaline                                | Bournemouth, Anglaterra | TKO                      | 5                    |                      |
| 2008-07-12                                              | Victoria             | Ollie Green          | International Kickboxing at the Circus Tavern      | Essex, Anglaterra       | TKO                      | 4                    | 1:00                 |
| 2008-05-11                                              | Victoria             | Lee Whitfield        | IKF Pro & Amateur Kickboxing                       | Kent, Anglaterra        | Decisión                 | 6 (6)                | 2:00                 |
| 2008-02-24                                              | Derrota              | Luke Sines           | IKF Pro & Amateur Kickboxing                       | Kent, Anglaterra        | Decisió (unànime)        | 5 (5)                | 2:00                 |
| 2007-04-07                                              | Derrota              | Scott Gibson         | Golden Belt                                        | Hove, Anglaterra        | KO                       | 4 (7)                | 0:37                 |
| ISKA British Full-Contact Light Heavyweight Golden Belt |                      |                      |                                                    |                         |                          |                      |                      |

## Vida personal
Tate es va traslladar del Regne Unit a Romania el 2017, afirmant que el "40 per cent" del motiu del seu trasllat era la seva creença que Romania seria menys probable que investigués casos d'agressions sexuals.
Tate es va criar cristià i es va unir a l'Església Ortodoxa Romanesa després de traslladar-se a Romania. Prèviament va afirmar que donava 16.000 lliures esterlines (al voltant de 89.000 lei romanesos) a l'església mensualment i va dir: "L'església de Romania és molt poderosa i m'agrada tenir amics de l'església, així que els dono molts diners". Quan un vídeo d'ell resant en una mesquita de Dubai es va fer viral l'octubre de 2022, va anunciar al seu compte de Gettr que s'havia convertit a l'Islam.

## Investigació i detenció per tràfic de persones
L'11 d'abril de 2022, la policia va assaltar dues propietats al comtat d'Ilfov, Romania, inclosa la mansió de Tate, després que l'ambaixada dels Estats Units els alertés que una dona nord-americana podria estar detinguda a la propietat. Dues dones van ser trobades i van afirmar que estaven allí detinguts contra la seva voluntat, la qual cosa va provocar una investigació sobre tràfic de persones i violació per part de DIICOT, l'agència romanesa contra el crim organitzat. Després de ser interrogats durant cinc hores, els dos germans van ser alliberats. Més tard, Tate va negar qualsevol delicte, anomenant-ho un cas d'swatting.
El 30 de desembre de 2022, la policia va escorcollar cinc cases basant-se en una ordre d'escorcoll, inclosa la mansió de Tate a Ilfov. Quatre sospitosos van ser arrestats i detinguts durant un període de 24 hores, inclosos els dos germans Tate, una antiga dona policia i una quarta persona romanesa sense nom. DIICOT al·lega que els sospitosos van "reclutar i després abusar sexualment" de sis dones a Ilfov i van formar un grup a principis de 2021 "amb el propòsit de reclutar, allotjar i explotar dones obligant-les a crear contingut pornogràfic destinat a es pot veure a llocs web especialitzats per un cost". Els dos germans Tate estan acusats de tràfic de persones i de formar un grup de crim organitzat. Un dels quatre sospitosos està acusat de violació, però no va ser nomenat per la policia.
El 30 de desembre de 2022, arran de la detenció de 24 hores, la DIICOT va demanar a un jutge que els sospitosos fossin detinguts durant 30 dies més. El jutjat va acceptar la seva sol·licitud a la tarda del 30 de desembre i la policia detindrà als quatre en presó durant 30 dies més.